# Castalius ananda
Castalius ananda är en fjärilsart som beskrevs av De Nicéville 1884. Castalius ananda ingår i släktet Castalius och familjen juvelvingar. Inga underarter finns listade i Catalogue of Life.